# Athetis lophophora
Athetis lophophora là một loài bướm đêm trong họ Noctuidae.